# Andreas Blau (Musiker)
Andreas Blau (* 1949 in Berlin) ist ein deutscher Musiker und ehemaliger Soloflötist der Berliner Philharmoniker.

## Leben
Blau entstammt einem Musiker-Haushalt – sein Vater war Musiker (Violine) bei den Berliner Philharmonikern – und begann mit 13 Jahren Flötenunterricht zu nehmen. Später studierte er unter anderem an der Hochschule der Künste Berlin (heute Universität der Künste) Musik.
Im Jahr 1969 wurde er mit nur 19 Jahren Soloflötist bei den Berliner Philharmonikern. Diese Position hatte er bis Herbst 2015 inne und erreichte somit etwa 46 Dienstjahre.

## Arbeit und Werk
Neben seinem Hauptberuf engagierte sich Blau noch bei einer Reihe von Projekten, die mit seiner Profession als Musiker eng verbunden sind. So ist er Mitglied der Philharmonischen Holzbläsersolisten Berlin der Berliner Philharmonie. Er gehörte 1996 zu den Gründungsmitgliedern des Ensembles Die 14 Berliner Flötisten und war dessen langjähriger künstlerischer Leiter. Dieses Ensemble spielte unter anderem zeitgenössische Stücke, die extra komponiert wurden.
Seit der Gründung 1972/73 der durch die Herbert-von-Karajan-Stiftung gestützten Orchesterakademie ist er dort Dozent. In den Jahren 1983–1985 war er Dozent an der Hochschule der Künste, an der er auch ursprünglich studierte.
Im Jahr 2005 verlieh ihm das Musik-Konservatorium in Shanghai die Ehrenprofessorwürde (Professor honoris causa).

## Diskographie/Veröffentlichungen (Auswahl)
Neben Aufzeichnungen mit den Berliner Philharmonikern veröffentlichte Blau auch mit anderen Ensembles.
- 1991: Wolfgang Amadeus Mozart: Herbert von Karajan, Berliner Philharmoniker – Bläserkonzerte
- 1996: Wolfgang Amadeus Mozart: 4 Flötenquartette/Flute Quartets – Oboenquartett/Oboe Quartet
- 1999: Gustav Mahler: Das Lied von der Erde, Kammermusikfassung arr. von Arnold Schönberg und Rainer Riehn
- 2010: Blue hour/Blaue Stunde – brilliant and sentimental moments

## Privates
Sein Schwiegervater war der Solotrompeter der Berliner Philharmoniker Fritz Wesenigk.
Seine Tochter ist mit dem Solooboisten Albrecht Mayer verheiratet, der ebenfalls bei den Berliner Philharmonikern spielt.